# Йерингтон
Йерингтон (англ. Yerington Colony) — индейская колония северных пайютов, расположенная в центрально-западной части штата Невада, США.

## История
После появления белых людей традиционный образ жизни северных пайютов в Неваде оказался невозможным и многие индейцы отправились на заработки в города или на фермы и ранчо белых американцев. Со временем в городе Йерингтоне возникла компактная индейская община, на территории проживания которой Правительство США в 1916 году образовало индейскую резервацию.
В 1937 году вновь сформированное племя йерингтон-пайюты ратифицировало свою конституцию и устав. Оно получило федеральное признание в соответствии с Законом о реорганизации индейцев 1934 года. Кроме колонии Йерингтон, племя владеет индейской резервацией Кэмпбелл-Ранч. В состав племени вошли части групп северных пайютов табусси-дукаду, погаи-дукаду и камодокадо. Индейской колонией управляет племенной совет.

## География
Резервация расположена в округе Лайон, штат Невада, в юго-западной части города Йерингтон. Общая площадь резервации составляет 0,081231 км². Штаб-квартира племени находится в городе Йерингтон.

## Демография
По данным федеральной переписи населения 2010 года, в колонии проживал 151 человек. Согласно федеральной переписи населения 2020 года в Йерингтоне проживало 144 человека, насчитывалось 70 домашних хозяйств и 64 жилых дома. Средний возраст, проживающих в колонии, составлял 30,8 лет. Средний доход на одно домашнее хозяйство в индейской колонии составлял 30 357 долларов США. Около 29,7 % всего населения находились за чертой бедности,  в том числе 33,3 % тех, кому ещё не исполнилось 18 лет, и 17,4 % старше 65 лет.
Расовый состав распределился следующим образом: белые — 10 чел., афроамериканцы — 0 чел., коренные американцы (индейцы США) — 98 чел., азиаты — 1 чел., океанийцы — 0 чел., представители других рас — 16 чел., представители двух или более рас — 19 человек; испаноязычные или латиноамериканцы любой расы составили 30 человек. Плотность населения составляла 1777,8 чел./км².

## Комментарии
1. ↑  В состав резервации входит часть населённого пункта.